# David Watts (brano musicale)
David Watts è un brano musicale del gruppo rock britannico The Kinks, scritto dal leader della band Ray Davies ed originariamente incluso nell'album Something Else by the Kinks pubblicato nel 1967. Negli Stati Uniti e in Europa (tranne che nel Regno Unito) la canzone apparve anche come B-side del singolo Autumn Almanac.

## Il brano
Il testo del brano si riferisce alla grande ammirazione del cantante verso un suo compagno di scuola chiamato David Watts, il quale sembra avere una "vita affascinante". Nel decantare le lodi del personaggio in questione, sembra emergere dalle parole del narratore un sentimento di profonda gelosia o, di sottile "attrazione omosessuale". A conferma di questa ipotesi, lo scrittore Jon Savage definì la canzone uno dei brani dai connotati più apertamente omoerotici tra quelli scritti da Ray Davies. Come confermò lo stesso Davies nel libro The Kinks: The Official Biography di Savage: «David Watts è una persona reale. Era un promotore di concerti nella zona del Rutland». Ray mise in relazione il fatto di come il vero Watts fosse gay e avesse dimostrato qualche attrazione romantica verso suo fratello Dave. Sotto questa luce, frasi del testo come: «he is so gay and fancy free» ("lui è così gaio e senza complessi"); e «the girls of the neighbourhood [who] try to go out with David Watts... but can't succeed» ("le ragazze del vicinato [che] cercano di uscire con David Watts... ma senza successo") acquistano un'ironica seconda chiave di lettura.

## Cover

### Cover dei Jam
La canzone venne successivamente reinterpretata dai The Jam negli anni settanta, che pubblicarono la loro versione su 45 giri il 26 agosto 1978 come primo singolo estratto dal loro terzo album di studio All Mod Cons. La versione dei Jam, che raggiunse la posizione numero 25 nella classifica britannica Official Singles Chart, vede la presenza del bassista Bruce Foxton alla voce solista al posto dell'abituale cantante Paul Weller, perché il brano non era nell'intonazione corretta per il frontman dei Jam.

#### Tracce singolo The Jam
1. David Watts (Ray Davies) - 2:56
2. 'A' Bomb in Wardour Street (Paul Weller) - 2:37